# Marquesado de Argensola
El marquesado de Argensola es un título nobiliario español creado el 12 de julio de 1702 por el rey Felipe V, con el vizcondado previo del mismo nombre, en favor de Jerónimo de Rocabertí y Almugaber, consejero en el Consejo Supremo de Italia.
Fue rehabilitado en 1953, durante el gobierno de Francisco Franco, por Fernando de Sarriera y Losada, que pasó así a ser IV marqués de Argensola.

## Marqueses de Argensola
|                                     | Titular                                       | Periodo               |
| Creación por Felipe V               | Creación por Felipe V                         | Creación por Felipe V |
| ----------------------------------- | --------------------------------------------- | --------------------- |
| I                                   | Jerónimo de Rocabertí y Almugaber             | 1702-1725             |
| II                                  | José de Rocaberti y Llupiá                    | 1751-¿?               |
| III                                 | Francisca Paulina Pignatelli y del Chiaro     | 1866-¿?               |
| Rehabilitación por Francisco Franco |                                               |                       |
| IV                                  | Fernando de Sarriera y Losada                 | 1954-1985             |
| V                                   | María del Milagro de Sarriera y Vargas-Zúñiga | 1988-hoy              |

## Historia de los marqueses de Argensola
- Jerónimo de Rocabertí y Almugaber (Cataluña, c. 1640-Madrid, 1725), I marqués de Argensola, consejero supernumerario de capa y espada en el Consejo Supremo de Italia (1706-1719).[2] Era hijo de José de Rocabertí y de su tercera mujer, Inés de Argensola, señora de Argensola.[2]

Casó con María de Llupia. El 11 de marzo de 1751 le sucedió su hijo:
- José de Rocabertí y Llupiá, II marqués de Argensola.

Casó en 1724 con María Ignacia de Oms, hija de Antonio de Oms y de Santa Pau, barón de Santa Pau, y de Teresa de Oms y de Carrera, Sin descendencia, el 20 de octubre de 1866 le sucedió:
- Francisca Paulina Pignatelli y del Chiaro, III marquesa de Argensola.

El 23 de abril de 1954, tras solicitud cursada el 19 de octubre de 1949 (BOE del día 25 de ese mes) y decreto del 2 de octubre de 1953 (BOE del día 26), sucedió:
- Fernando de Sarriera y Losada (m. Barcelona, 27 de noviembre de 1985), IV marqués de Argensola, caballero de honor y devoción de la Orden de Malta.[7] Era hijo de Enrique de Sarriera y Vilallonga, X marqués de Santa María de Barbará y grande de España, y de Pilar de Losada y Rosés.

Casó con María del Milagro Vargas Zúñiga y Sanchiz (n. Madrid, 3 de noviembre de 1928), hija de Antonio de Vargas Zúñiga y Montero, II marqués de Siete Iglesias, y su primera esposa María del Milagro Sanchiz y Arróspide. El 24 de abril de 1988, tras solicitud cursada el 7 de mayo de 1987 (BOE del día 28) y orden del 30 de julio del mismo año para que se expida la correspondiente carta de sucesión (BOE del 2 de septiembre), le sucedió su hija:
- María del Milagro de Sarriera y Vargas-Zúñiga (n. Madrid, 13 de julio de 1953), V marquesa de Argensola, dama de la Real Maestranza de Caballería de Zaragoza.[3]

Casó el 31 de octubre de 1981 con el ingeniero industrial Eduardo Delas Ugarte, hijo de Manuel Delas Jaumar, barón de Vilagayá, y de María del Rosario de Ugarte y Casanova.